# La lampada arde
La lampada arde (The Lamp Still Burns) è un film del 1943 diretto da Maurice Elvey e Leslie Howard

## Produzione
Il film fu prodotto dalla Two Cities Films.

## Distribuzione
Distribuito dalla General Film Distributors (GFD), uscì nelle sale cinematografiche britanniche il 29 novembre 1943.